# Изјум
Изјум (укр. Ізюм) град је у Украјини, у Харковској области. Према процени из 2012. у граду је живело 51.934 становника.

## Становништво
Према процени, у граду је 2012. живело 51.934 становника.
| 1979.  | 1989.  | 2001.  | 2012.  |
| ------ | ------ | ------ | ------ |
| 60.516 | 64.334 | 56.114 | 51.934 |

## Партнерски градови
- Красногорск